# Turceni
Turceni is een stad (oraș) in het Roemeense district Gorj. De stad telt 8328 inwoners (2007).